# خروس زیرک، روباه کلک
خروس زیرک، روباه کلک مجموعه‌ای تلویزیونی موزیکال به کارگردانی مشترک میترا عبدی و علی صمیمی‌زاد است که در مرکز پویانمایی صبا تولید شد.
این مجموعه در ۸ فصل تولید شد که در سری اول و دوم این مجموعه سعی شده بود علاوه بر جنبه سرگرمی برای مخاطب، نکات اخلاقی و تربیتی نیز به مخاطب ارائه گردد، در سری سوم و چهارم نیز داستان با کمی تغییر علاوه بر جنبه سرگرمی بر مخاطبان، نکات اخلاقی، تربیتی، آداب و معاشرت، نگهداری از منابع طبیعی، استفاده درست از تکنولوژی، اهمیت مطالعه و علم آموزی مطرح گردید.
این مجموعه انیمیشنی جزو ده برنامه اول پرمخاطب کودکان در شبکه‌های مختلف سیما بوده است. همچنین انیمیشن قالی پرنده یکی از قسمت های این مجموعه برنده‌ی تندیس و لوح افتخار از جشنواره‌ی میراث فرهنگی در سال ۱۴۰۳ شد.

## داستان
حکایت «خروس زیرک، روباه کلک» داستان مزرعه مادربزرگی به نام گل بی‌بی است. گل بی‌بی یک زن روستایی مهربان و داناست و قصه‌ها و پندهای بسیاری بلد است. این مادر بزرگ یک خروس به نام دُم طلا، یک سگ به نام اَبری، یک بز به نام شنگول و یک مرغ به نام حنا دارد. البته یک روباه هم در جنگل زندگی می‌کند که هر بار کلکی سوار می‌کند تا بتواند دم طلا را شکار کند.
در جریان بگیر و ببندهای روباه و خروس، هر دفعه اتفاقی می‌افتد و مادربزرگ با پند و اندرز و داستان‌های کهن ایرانی، حیوانات مزرعه را هوشیار می‌کند تا راه درست زندگی را پیدا کنند و فریب روباه کلک را نخورند.

## کاراکترها
- گل بی‌بی با صدای مینا شجاع
- دم طلا با صدای علی همت مومیوند
- حنا با صدای مهوش افشاری
- شنگول با صدای شیلا آژیر
- ابری با صدای شهراد بانکی
- روباه با صدای اکبر منانی